# Sporophila luctuosa
El semillero negriblanco, espiguero negriblanco (en Ecuador, Venezuela y Colombia) o espiguero negro y blanco (en Perú)  (Sporophila luctuosa), también denominado fraile o choclopococho,[cita requerida] es una especie de ave paseriforme de la familia Thraupidae perteneciente al numeroso género Sporophila. Es nativa de regiones andinas del noroeste y oeste de América del Sur.

## Distribución y hábitat
Se reproduce en las laderas de la cordillera de los Andes desde el oeste de Venezuela (desde Trujillo), a lo largo de Colombia, Ecuador, Perú, hasta el centro de Bolivia (hasta el oeste de Santa Cruz); en la temporada no reproductiva algunas realizan movimientos altitudinales, bajando hasta las tierras bajas de la Amazonia occidental, llegando hasta el extremo oeste de Brasil.
Esta especie es considerada poco común y local en sus hábitats naturales: las áreas arbustivas, sabanas, pastizales húmedos y páramos, hasta los 2500 m de altitud.

## Descripción
Se caracterica por las plumas blancas en su pecho y negro en el resto de su cuerpo, y es muy apreciado por su bellisimo canto. Llega a medir unos 12 a 14 cm de longitud, con un peso de unos 10 g aproximadamente.

## Sistemática

### Descripción original
La especie S. luctuosa fue descrita por primera vez por el ornitólogo francés Frédéric de Lafresnaye en 1843 bajo el nombre científico Spermophila luctuosa; su localidad tipo es: «Bogotá, Colombia».

### Etimología
El nombre genérico femenino Sporophila es una combinación de las palabras del griego «sporos»: semilla, y  «philos»: amante; y el nombre de la especie «luctuosa» proviene del latín  «luctuosus» que significa ‘enlutado’, ‘de luto’.

### Taxonomía
Es monotípica. Los datos presentados por los amplios estudios filogenéticos recientes demostraron que la presente especie es próxima del par formado por  Sporophila caerulescens y  S. nigricollis, y que el  clado resultante es próximo del par formado por S. fringilloides y S. frontalis.